# Amerikansk whisky
Amerikansk whiskey er betegnelsen for de whiskeyprodukter der fremstilles i USA. Som i Irland staves whiskey med et "e" - i modsætning til skotsk whisky der er uden "e". Grundlæggende er whiskey øl der er blevet destilleret - typisk to gange. Officielt er der omkring 35 forskellige typer amerikansk whiskey. I USA er det Alcohol and Tobacco Tax and Trade Bureau (forkortet TTB) der definerer de officielle standarder – og man kan se en liste over alle de forskellige typer på deres såkaldte Beverage Alcohol Manual (forkortet BAM).
Produktionen og mærkningen af whiskey i USA er reguleret af Title 27 i Code of Federal Regulations.
De mest kendte amerikanske whiskeytyper er:
- Bourbon
- Rye
- Malt og Rye Malt
- Corn
- Wheat

Producenten Jack Daniel's (ejet af virksomheden Brown-Forman) laver adskillige produkter der teknisk set overholder reglerne for Bourbon, men har dog valgt at kalde disse produkter for "Tennessee Whiskey". Tennessee vedtog i 2013 at gøre denne type officiel  - men er dog ikke ratificeret af TTB endnu. Jack Daniel's filterer deres whiskey gennem kul inden den bliver lagret på træfade (den såkaldte "Lincoln County Process") og der er meget delte meninger om hvorvidt dette er tilladt i forhold til Bourbon reglerne. Diskussionen hvorvidt Jack Daniel's er en Bourbon har derfor raset i flere år blandt eksperterne. 

## Historien bag amerikansk whiskey
De første spæde referencer til whiskey i USA stammer formodentlig fra 1620, hvor den engelske missionær James Thorpe skriver til nogle venner i London, at han havde fundet ud af at producere en ”drik” baseret på indiansk majs der var så fantastisk, at han ofte foretrak den frem for øl. Han dokumenterede ikke dette yderligere og blev i øvrigt skalperet af indianere i 1622. Der spekuleres derfor på, om han bare havde lavet majsøl – eller om det mon var de første spæde forsøg på noget der var stærkere. 
Uanset hvad, så blev det i løbet af de følgende 100 år produceret mere og mere whiskey-lignende spiritus, baseret på destilleret øl. I Europa var den foretrukne kornsort byg – men den havde svært ved at vokse effektivt i de nye kolonier. Man vendte sig derfor hurtigt til rug, som er en meget hårdfør kornsort. Majs spillede på dette tidspunkt kun andenviolin -  og blev kun introduceret meget langsomt. Med andre ord: Den første amerikanske whiskey var næsten udelukkende baseret på rug.
I midten af 1700-tallet blev der produceret whiskey stort set alle de steder hvor europæerne havde bosat sig. Det skulle dog hurtigt vise sig, at Kentucky skilte sig ud som et område hvor man producerede ekstra god whiskey. Årsagen til dette ligger dels i den meget frugtbare jord og det jernfattige vand - og dels i de meget varierede årstider med store temperaturudsving (optimalt for lagringsprocessen - se nedenfor). Omkring uafhængighedserklæringen i 1776 er Kentucky stadig en kommune i staten Virginia. Ifølge historikeren Fred Minnick tilbyder staten på dette tidspunkt et gratis jordområde på 400 hektar til alle bønder der har lyst til at starte produktion af bl.a. majs og rug til whiskeyproduktion. Man havde ved selvsyn kunnet konstatere, at forholdene for at dyrke afgrøder var særdeles fordelagtige i dette område. Det var der en pæn del der sagde ja tak til – og dette tilbud er en meget afgørende faktor i at Kentucky bliver et centrum for whiskeyproduktionen.
I 1792 løsriver Kentucky sig fra Virginia og bliver dermed USA's 15. stat. I de kommende år tager whiskeyproduktionen endnu mere fart og Kentucky spiller en mere og mere central rolle i at få styr på produktionsprocesserne. Amerikanernes tørst efter alkohol er i starten af 1800-tallet enorm. Det vurderes at det gennemsnitlige årlige indtag var ca. 20 liter ren alkohol. Dette inkluderer alle amerikanere – inklusive børn.
I den anden halvdel af 1700-tallet bliver det populært at lagre whiskey på træfade var blevet forkullet på indersiden - og denne specielle type får navnet Bourbon. Det er fortsat uklart hvor navnet Bourbon i forbindelse med whiskey stammer fra, men man er enige om at det enten kommer fra Bourbon County i staten Kentucky eller fra Bourbon Street i byen New Orleans. Begge disse steder har dog deres navn fra den franske kongefamilie. 
I 1800-tallet dalede kvaliteten stille og roligt og det var ikke ualmindeligt, at der blev tilsat karamel, sveskejuice, tobakspyt, jod, frugtfarve, syre og sukker i produkterne for at få den ønskede farve og duft. I 1897 bliver den såkaldte "Bottled-in-Bond" lovgivning (se nedenfor) derfor vedtaget for at sikre kvaliteten og forbrugernes tillid. Mange mente, at dette sandsynligvis er verdens første forbrugerbeskyttelselov - og den bliver af mange betragtet som en af de vigtigste milepæle i den amerikanske whiskeyhistorie.
Efterspørgslen steg markant efter 1897 og dette varede ved lige indtil spiritusforbuddet i USA startede i 1920. Efter ophævelsen af forbuddet i 1933 startede produktionen hurtigt op igen, men flere destillerier blev dog pålagt at producere industriel alkohol under anden verdenskrig. Efter krigen har efterspørgslen været meget svingende. Siden ca. 2008 har specielt Bourbon være inde i en rivende udvikling med stor efterspørgsel. 

## Produktion af amerikansk whiskey
Produktionen af amerikansk whiskey er meget lig den metode der bruges til f.eks. skotsk og irsk whisk(e)y. Den største forskel er de kornsorter der benyttes og den måde man tørrer den maltede byg (se forklaring nedenfor).

### De grundlæggende trin
Grundlæggende bruges følgende metode:
1. De tørrede kerner fra forskellige kornsorter knuses indtil de har konsistensen af meget groft mel. Årsagen til knusningen er, at man ønsker at få adgang til den stivelse der naturlig er i kernerne - og som er helt essentiel for produktionen. De typiske kornsorter er majs, rug, hvede og byg.
2. Nu opvarmes vand til ca. 45 grader og man tilsætter kornmelet - typisk 5 liter vand til 1 kg kornmel. Man har nu en såkaldt "mæsk".  Formålet med mæsken er at få de naturlige enzymer til at omdanne stivelsen til sukker. Vandet varmes nu yderligere op og ved ca. 80 grader er det meste stivelse omdannet til sukker. Mæsken afkøles herefter igen - og mange referer til den afkølede mæsk som en "urt".
3. Når urten er afkølet til ca 25 grader bliver den hældt over på fermenteringstanke som både kan være lukkede ståltanke og helt åbne trækar. Specielt tilpassede gærceller tilsættes - og gæringsprocessen påbegyndes. Gærcellerne omdanner sukkeret til alkohol og kuldioxid (som forsvinder op i luften). Efter 3-5 dage er alkoholprocenten typisk 7-10% og man har nu det der svarer til øl. Producenterne kalder da også denne væske for "Distiller's Beer" (nogle gange også refereret til som "Wash").
4. Nu er man nået til destillationsprocessen der næsten altid forgår af to omgange (ligesom skotsk whisky) - og ikke tre gange som i Irland. I første destillation opvarmes øllet enten i en "Pot Still" (typiske lavet af kobber) eller i en "Column Still" (typisk lavet af rustfrit stål). Forskellen på de to metoder er forklaret nedenfor. Når øllet varmes op fordamper alkoholen før vandet - idet alkohol har et kogepunkt på 78,29 grader celsius. Reelt skal øllet dog varmes op til 90 grader inden der sker noget, grundet det høje vandindhold. Alkoholdampene afkøles i destillationsapparatet og omdannes derfor til et klar væske med en højere alkoholprocent end øllet. Alkoholprocenten er efter første destillation typisk 20-30% og producenterne kalder denne væske for "Low Wine".
5. Anden destillation er i princippet en gentagelse af første destillation - men alkoholprocenten kommer langt højere op, da udgangspunktet er den klare Low Wine i stedet for Distiller's Beer fra trin 3. Alkoholprocenten kommer nu over 60 - og det er i princippet muligt at nå op på 95. Det er dog ikke tilladt at komme over 80% for mange whiskeytyper i USA. Efter dette trin har man nu "High Wine".

Selv om væsken nu er lige så klar som vand har man teknisk set whiskey. Nogle producenter tager en lille del af den klare whiskey, fortynder med vand og hælder direkte på flaske uden nogen form for lagring. Denne form for produkter kaldes populært for "White Dog", da væsken er gennemsigtig og smager meget af alkohol (og derfor har et "bid").
Den brune farve og den meget karakteristiske whiskeysmag kommer udelukkende fra lagringsprocessen.

### Tørring af den maltede byg
Mange producenter bruger maltet byg i deres produkter. Maltet byg er normale bygkerner der har fået lov til at ligge i vand indtil de begynder at spire - for så herefter at blive tørrede igen. i USA bruger man næsten udelukkende varm luft til at tørre malten med - i modsætning til f.eks. i Skotland hvor man ofte tørrer malten ved hjælp af røg der kommer fra tørv (på engelsk "Peet"). Dette er hovedårsagen til at næsten ingen amerikanske whiskeyer er røgede/peetede som man ofte ser i skotske whiskyer.

### Pot Still eller Column Still
Pot Still metoden er nok den metode de fleste mennesker forestiller sig når de tænker på en destillationsproces. Den bedste danske oversættelse er en kobberkedel – selv om dette ord ikke er helt præcist. En Pot Still er lavet af kobber og har en stor rund base i bunden og en gradvis tyndere hals der til sidst laver et knæk man kalder en ”svanehals”. Nu er processen ret simpelt: Varm øllet op, vent til en tilfredsstillende del af alkoholen er fordampet og kondenseret, køl ned igen, rengør og fjern kornmelsresterne – og start forfra. 
Column Still metoden (også kendt som ”Continous Still” metoden) er lidt nyere og meget populær hos de større producenter. ”Column” betyder i denne sammenhæng ”søjle” på dansk og ”continous” betyder ”kontinuerlig”. En kontinuerlig søjle er også meget beskrivende for hvad der foregår i denne metode. I modsætning til en Pot Still er en Column Still udformet som en høj søjle – og det er ikke usædvanligt at en Column Still kan være mere end 15 meter høj. Udover den fysiske udformning er selve metoden også meget forskellig fra en Pot Still: I stedet for produktionsstoppet i forbindelse med rengøringen, så destillerer en Column Still kontinuerligt 24 timer i døgnet. Det kan lade sig gøre ved at man hælder øllet i fra toppen og lader det stille og roligt filtrere ned gennem er række ”etager” inde i søjlen. Samtidigt sender man varm damp op i søjlen fra bunden og det gør, at alkoholen begynder at fordampe når den møder denne damp. Kornmelsresterne og den resterende mængde vand falder nu stille og roligt ned til bunden og man bruger her vandet til at lave mere damp. Til sidst kan man muge den tilbageværende ”grød” ud fra bunden løbende i løbet af dagen. 

### Sour Mash eller Sweet Mash
Som beskrevet ovenfor tager fermenteringsprocessen 3-5 dage inden man har "Distiller's Beer". Efter denne process taler man om at mæsken er blevet sur (”sour” på engelsk). Fermenteringsprocessen kan foregå ved hjælp af enten "Sour Mash" eller "Sweet Mash" metoden. Sour Mash er klart den mest benyttede metode og går i sin enkelthed ud på, at man tager en lille del af den færdige øl og kommer i den nye mæsk som en ”kickstarter”. Det er præcis samme metode man bruger til fremstilling af surdej – hvor en lille del af den gamle dej gemmes og kommes i den nye dej. Sweet Mash benytter ikke denne metode og her starter man helt forfra på fermenteringsprocessen hver gang. På trods af at næsten alle bruger Sour Mash metoden, så er der alligevel nogle producenter der skriver ”Sour Mash” på deres etiketter.

## Lagringsprocessen
Amerikansk whiskey bliver lagret på træfade – og næsten alle disse fade er lavet af amerikansk eg. Når den destillerede whisky bliver hældt på disse træfade er væsken klar som vand og har kun en meget svag smag af det færdige produkt. Den karakteristiske brune farve og den umiskendelige smag/duft af f.eks. vanilje kommer således udelukkende fra træfadene.

### Forkulning af tønderne
En af reglerne for Bourbon whiskey er at træfadene skal brændes indvendigt (typisk ved hjælp af et gasblus). Stort set alle de store amerikanske whiskeytyper benytter i dag den samme metode. Der er to store fordele ved at brænde fadene indvendigt:
- Det forkullede træ bidrager kraftigt til den ønskede brune farve. For de fleste whiskeytyper er det ulovligt at tilsætte farve – så denne ”naturlige” metode er derfor den man benytter
- Når træet mærker den kraftige varme fra gasblusset skubbes de naturlige sukkermolekyler hen mod varmekilden – og danner således en beskyttende barriere for resten af træet, da sukkeret karamelliserer og derfor gør det sværere for varmekilden at trænge igennem. Sukkeret er således tættere på whiskeyen – og det er altafgørende når selve lagringsprocessen går i gang.

Producenterne vælger typisk 4 niveauer at forkulle indersiden med. Niveau 1 er forkullet i 15 sekunder, nummer 2 i 30 sekunder, nummer 3 i 35 sekunder og nummer 4 i 55 sekunder. Nummer 4 kaldes til tider også for ”alligator char” fordi overfladen på indersiden minder meget om overfladen på en alligator.

### Whiskeyen ånder
Den klare whiskey hældes på tønder og gemmes herefter i adskillige år i lagerhallerne. I sommermånederne stiger varmen – og dermed trykket – inde i tønden og whiskeyen gør nu alt for at komme ud. Den presser sig derfor dybt ind i træet og kommer således i kontakt med sikkerstofferne. 
I vintermånederne sker det omvendte – og man taler derfor om at whiskeyen ”ånder” gennem de år den bliver laget inde i tønderne. Amerikansk hvid eg indeholder stoffet vanillin og bidrager derfor til den karakteristiske vaniljesmag som næsten al amerikansk whiskey har.

### Fordampning
Når whiskeyen befinder sig i tønderne sker der lidt fordampning hver eneste år, på trods af at det er så svært for væsken at komme ud. Man kalder denne fordampning for ”Angel’s share”, da englene på den måde får del i festlighederne. Når den lagrede whiskey på et tidspunkt skal ud af tønden igen, så er der naturligvis noget whiskey der forbliver inde i selve træet. Denne del af whiskeyen kalder man ”Devil’s cut”.
Som en tommelfingerregel regner man med at der det først år forsvinder ca. 10% - som er en kombination af Angel’s share og Devil’s cut. Herefter fordamper der årligt ca. 4% de efterfølgende 8 år - og ca. 3% efter det. Det betyder f.eks. at der i en tønde der har lagret whiskey i 20 år er ca. 93 liter tilbage af de oprindelige 200. Fordampningen kan være endnu højere hvis tønderne har ligget højt op i lagerhallen. Seneste eksempel på en meget høj fordampning var da Buffalo Trace destilleriet annoncerede, at 2017 udgaven af deres ”Eagle Rare 17” havde været ude for 89,5% fordampning. Der var således kun whiskey til at fylde ca. 1.500 flasker – på trods af at man havde startet med at hælde det der svarer til 14.000 flasker på tønderne.

### Alkoholprocenten stiger
I takt med at lagringsprocessen går i gang, så stiger alkoholprocenten. Dette er i udgangspunktet overraskende da alkohol jo fordamper langt hurtigere end vand. Helt basalt går det ud på at alkoholmolekylet C2H5OH er meget større og mere komplekst end vandmolekylet H2O – og derfor har sværere ved at ”mase” sig gennem træet. Som en yderligere tvist viser det sig, at cellestrukturen i egetræ – og specielt amerikansk hvideg – gør det ekstra svært for alkoholmolekylerne at passere. 
Det kan godt lade sig gøre at alkoholprocenten falder under lagringen – men det sker kun i de tønder der ligger allernederst i lagerbygninger hvor der er koldest og dermed mindst tryk.

## De forskellige whiskeytyper

### Bourbon
Bourbon er den altdominerende whiskeytype i USA og er tillige det eneste spiritusprodukt der har fået betegnelsen "Distinctive Product of The United States". Dette skete i 1964 og sikrer, at kan kun må sælge Bourbon i USA der er produceret i USA. Selv om det er muligt at producere Bourbon i alle 50 stater, så kommer 95% fra staten Kentucky. Følgende regler skal overholdes før at produkt kan kaldes Bourbon:
- Kornblandingen som man destillerer ud fra skal bestå at minimum 51% majs.
- Alkoholprocenten må maksimalt være 80 efter den sidste destillation.
- Alkoholprocenten må ikke være højere end 62,5% når whiskeyen hældes på fade (den rå destillationsvæske blandes derfor med vand for at få procenten ned fra 80 til 62,5)
- Alkoholprocenten på den flaske man (som forbruger) køber må ikke være lavere end 40%.
- Den rå whiskey skal lagres i nye egetræsbeholdere der er forbrændt/forkullet på indersiden. Egetræsbeholderne er altid tønder – selvom det altså teknisk set godt kunne være en spand eller en kasse.
- Hvis whiskeyen har været lagret i mindre end 4 år, så skal producenten skrive hvor lang tid den har været lagret i måneder og år.
- Hvis det færdige produkt er en blanding af flere årgange (hvilket er tilladt) – og producenten skriver alder på etiketten – så skal angivelsen af alderen altid være den yngste komponent. Hvis der f.eks. er brugt 99,9% whiskey der er 20 år gammel og 0,1% der er 2 år gammel, så skal der stå at produktet er 2 år gammelt på etiketten.
- Der må ikke tilsættes stoffer der ændrer farve eller smag (i modsætning til f.eks. rom, Cognac og skotsk whisky, hvor dette er tilladt).

Der er således ingen krav til hvor længe en Bourbon skal lagres, blot at man skriver hvor længe det er lagret - hvis den er lagret mindre end 4 år.

### Rye
Reglerne for Rye whiskey er stort set identiske med Bourbon, med 2 undtagelser:
- Kornblandingen skal bestå af minimum 51% rug
- Der må godt tilsættes stoffer der ændrer farve og smag, med mindre det er en ”Straight” Rye (se nedenfor)

### Malt og Rye Malt
Malt og Rye Malt minder meget om Bourbon og Rye – med følgende forskelle:
- Malt whiskey skal bestå af minimum 51% maltet byg i kornblandingen
- Rye Malt whiskey skal bestå af minimum 51% maltet rug i kornblandingen

### Corn
Corn whiskey skal overholde en del af de samme regler som Bourbon og Rye – dog med to mærkbare forskelle:
- Skal bestå af minimum 80% majs i kornblandingen
- Skal være lagret i brugte fade der ikke er brændt indvendigt

### Wheat
Stort set identisk med reglerne for Rye whiskey, dog skal der være brugt minimum 51% hvede i kornblandingen.

### Straight
Straight whiskey er i virkeligheden ikke sin egen type – men mere et ekstra kvalitetsstempel der bruges sammen med andre typer. Man taler derfor om ”Straight Bourbon” og ”Straight Rye”. For at en whiskey kan kaldes for Straight, skal følgende være opfyldt:
- Skal være lagret i minimum 2 år

- Hvis produktet består af whiskey fra flere forskellige tønder, så skal de være fra samme amerikanske stat

### Bottled-in-Bond
Præcis som Straight, er Bottled-in-Bond mere et kvalitetsstempel end en type. For at en producent må skrive Bottled-in-Bond på etiketten skal følgende være overholdt:
- Skal være lagret i minimum 4 år
- Lagerbygningen skal være under statslig kontrol (uanmeldte besøg skal kunne accepteres)
- Alkoholprocenten skal være præcis 50
- Skal være produceret af en enkelt producent på et enkelt produktionssted og i samme sæson (januar til juni eller juli til december)
- Hvis den er kommet på flaske på en anden lokation end der hvor den er lagret, så skal dette stå på etiketten

### Light
En meget sjælden whiskeytype hvor det er tilladt at destillere op til 95% alkohol inden whiskeyen fortyndes når den skal hældes på flaske. Light whiskey er desuden lagret på brugte fade der ikke er brændte, ligesom Corn whiskey. Ordet ”Light” refererer derfor ikke til lave alkohol eller færre kalorier – men derimod til den lyse farve.

### Blended
Blended whiskey består af en sammenblanding af forskellige whiskeytyper. Der er to regler der gælder for Blended whiskey:
- Skal bestå af minimum 20% Straight whiskey (uanset hvilken type Straight)

- Hvis den består af minimum 51% Straight whiskey af en speciel type, så må dette gerne stå på etiketten (f.eks. skal ”Blended Rye Whiskey” bestå af minimum 51% Straight Rye whiskey).

### Spirit
En meget speciel (og sjælden) whiskeytype der består af mellem 5 og 20% Straight whiskey – hvor resten et baseret på ”Neutralt” smagende alkohol (som man også bruger til bl.a. vodka). Spirit whiskey smager som vodka med en lille smag af whiskey og bruges primært til cocktails.

## Whiskeyproducenter
Selv om antallet af producenter er meget stort, så bliver hovedparten af den amerikanske whiskey produceret på 13 destillerier der er ejet af 8 virksomheder. 10 af disse destillerier ligger i Kentucky og de resterende 3 ligger i Kentuckys to nabostater Tennessee og Indiana.

### Beam-Suntory
Dette er et datterselskab af den Japanske virksomhed Suntory der er en af de største leverandører på markedet af drikkevarer – såsom sodavand, vin og spiritus. Beam-Suntory har hovedsæde i Chicago og producerer næsten 50 forskellige whiskeymærker, foruden gin, rom, vodka, tequila og Cognac. De fleste whiskeymærker er naturligvis amerikanske, men de producerer også whiskey i Skotland, Irland, Japan, Canada og sågar Spanien. Deres rødder går tilbage til 1795 og de ejer 3 af de 13 store destillerier i USA. Deres mest berømte produkt er Jim Beam – den mest solgte Bourbon på markedet.

### Brown-Forman
Grundlagt i 1870 og en af de største producenter der stadig er helt på amerikanske hænder. Hovedsædet ligger i Louisville, der er den største by i staten Kentucky. Brown-Forman producerer whiskey, tequila, rom, likører og vin. Præcis som Beam-Suntory ejer de 3 af de 13 store destillerier. Flagskibsproduktet er Jack Daniel’s – verdens mest solgte whiskey.

### Campari
Campari blev grundlagt i 1860 og har hovedsæde i Milano. De produceret et hav af forskellige alkoholprodukter – men er naturligvis mest kendte for Campari er har lagt navn til firmaet. I 2009 købte de den store amerikanske whiskeyproducent Wild Turkey og fik dermed også ejerskabet af et af de 13 store destillerier. 

### Diageo
Diageo var indtil for nylig verdens største alkoholproducent og har et hav af kendte mærker i sin portefølje, såsom Smirnoff, Johnnie Walker, Baileys, Guinness, Kilkenny, Captain Morgan, Tanqueray og Gordon’s. Diageos portefølje af amerikansk whiskey er overraskende lille og består af George Dickel fra Tennessee og det (i Danmark) langt mere udbredte mærke Bulleit. Dickel destilleriet tæller som en af de 13 store.

### Heaven Hill
Heaven Hill er USAs største familieejede spiritusproducent og har over en million tønder whiskey i deres lagre – hvilket bl.a. svarer til en sjettedel af al Bourbon i hele verden. Hovedsædet er i Bardstown, Kentucky. Som de andre store producenter indgår tillige rom, tequila, vodka, gin, m.m. i deres sortiment – og de producerer 15-20 forskellige whiskeyprodukter der alle er kendte i whiskeykredse. Flagskibsprodukterne er Elijah Craig og Evan Williams. Alle produkter laves på deres eget destilleri, der et af de største af de 13 store.

### Kirin
Kirin er en stor japansk producent med hovedsæde i Tokyo. Virksomheden laver en række forskellige drikkevarer og er nok bedst kendt for deres Kirin øl. I 2002 købte de whiskeyproducenten Four Roses. For Roses er en af de mest respekterede Bourbonproducenter der findes og de har deres eget destilleri i Lawrenceburg, Kentucky.

### Sazerac
Sazerac blev grundlagt i 1869 og er en privatejet virksomhed med hovedsæde lige uden for New Orleans i staten Mississippi. Som mange af de andre ovenfor laver de en lang, lang række forskellige alkoholbaserede produkter. For så vidt angår whiskey, så ejer de både Barton 1792 destilleriet og Buffalo Trace destilleriet (der laver nogle af de mest berømte amerikanske whiskeyprodukter). De producerer over 60 forskellige amerikanske whiskeymærker, herunder det ikoniske mærke Pappy van Winkle. 

### MGP Ingredients
Denne producent er ude for kategori, idet de producerer millioner og atter millioner liter whiskey – uden at levere et eneste produkt til forbrugerne. Forklaringen skal findes i at mere end 50 producenter udliciterer destillation og lagring til MGP, inden de laver deres egne produkter. Bulleit (der findes i næsten alle danske cocktailbarer) er blandt andet lavet af MGP. MGP har hovedsæde i staten Indiana.